# Spirostrophus digitulus
Spirostrophus digitulus är en mångfotingart som beskrevs av Bröl. Spirostrophus digitulus ingår i släktet Spirostrophus och familjen Trigoniulidae. Inga underarter finns listade i Catalogue of Life.